# 呉服町 (鹿児島市)
呉服町（ごふくまち）は、鹿児島県鹿児島市の町。旧薩摩国鹿児島郡鹿児島城下下町呉服町、鹿児島府下呉服町。郵便番号は892-0826。人口は83人、世帯数は67世帯（2020年4月1日現在）。1963年（昭和38年）より呉服町の全域で住居表示を実施している。

## 地理
鹿児島市中部、甲突川の下流域に位置し、天文館などの繁華街の一部を形成している。町域の北方には中町、南方には船津町、東方には大黒町、西方には千日町がそれぞれ接している。
町域の北方には鹿児島市電が通っているが町域内には電停は存在していない。また、中央部を国道225号が南北に通っており、いづろ中央交差点から鹿児島県道21号鹿児島中央停車場線が西方向に伸びている。

## 歴史

### 呉服町の成立
江戸時代には鹿児島城下下町のうちであった。宝暦年間の「通昭録巻七」によれば、下町十一町のうちとして呉服町が掲載されている。天保年間に編纂された「天保切絵図」には中町に続く南北の筋に呉服町と記載されている。
明治時代初期の新町は平民が多く住んでおり、町人街であった。また、呉服町の商業戸数は130戸あり、小間物、洋物、生魚仲買があった。1877年（明治10年）に勃発した西南戦争では呉服町を火元として200戸余りが焼失した。

### 市制施行以後
1888年（明治21年）に公布された市制（明治21年法律第1号）に基づき、1889年（明治22年）2月2日に官報に掲載された「 市制施行地」（内務省告示第1号）によって鹿児島が市制施行地に指定された。3月5日には鹿児島県令第26号によって鹿児島郡のうち50町村が市制による鹿児島市の区域と定められ、4月1日に市制が施行されたのに伴い、鹿児島郡50町村（山下町、平之馬場町、新照院通町、長田町、冷水通町、上竜尾町、下竜尾町、池之上町、鼓川町、稲荷馬場町、清水馬場町、春日小路町、車町、恵美須町、小川町、和泉屋町、浜町、向江町、栄町、柳町、易居町、中町、金生町、東千石馬場町、西千石馬場町、汐見町、泉町、築町、生産町、六日町、新町、松原通町、船津町、呉服町、大黒町、堀江町、住吉町、新屋敷通町、加治屋町、山之口馬場町、樋之口通町、薬師馬場町、鷹師馬場町、西田町、上之園通町、高麗町、下荒田町、荒田村、西田村、塩屋村）の区域より鹿児島市が成立した。それまでの呉服町は鹿児島市の町「呉服町」となった。
1911年（明治44年）11月9日には隣接する船津町を火元とする火災が発生し周辺の呉服町、新町や大黒町の45戸が全焼した。
1962年（昭和37年）に住居表示に関する法律が施行されたのに伴い、鹿児島市は鹿児島市街地域の住居表示に着手した。1963年（昭和38年）9月には呉服町の全域で住居表示が実施された。

## 人口

### 資料統計
| 統計年次（年）     | 世帯数（世帯） | 総人口（人） | 備考  |
| ------------------ | -------------- | ------------ | ----- |
| 1908年（明治41年） | 145            | 609          | [ 4 ] |
| 1922年（大正11年） | 122            | 820          | [ 4 ] |
| 1935年（昭和10年） | 128            | 795          | [ 4 ] |

### 国勢調査
以下の表は国勢調査による小地域集計が開始された1995年以降の人口の推移である。
| 年                 | 人口 |
| ------------------ | ---- |
| 1995年（平成7年）  | 72   |
| 2000年（平成12年） | 40   |
| 2005年（平成17年） | 46   |
| 2010年（平成22年） | 78   |
| 2015年（平成27年） | 75   |

## 産業

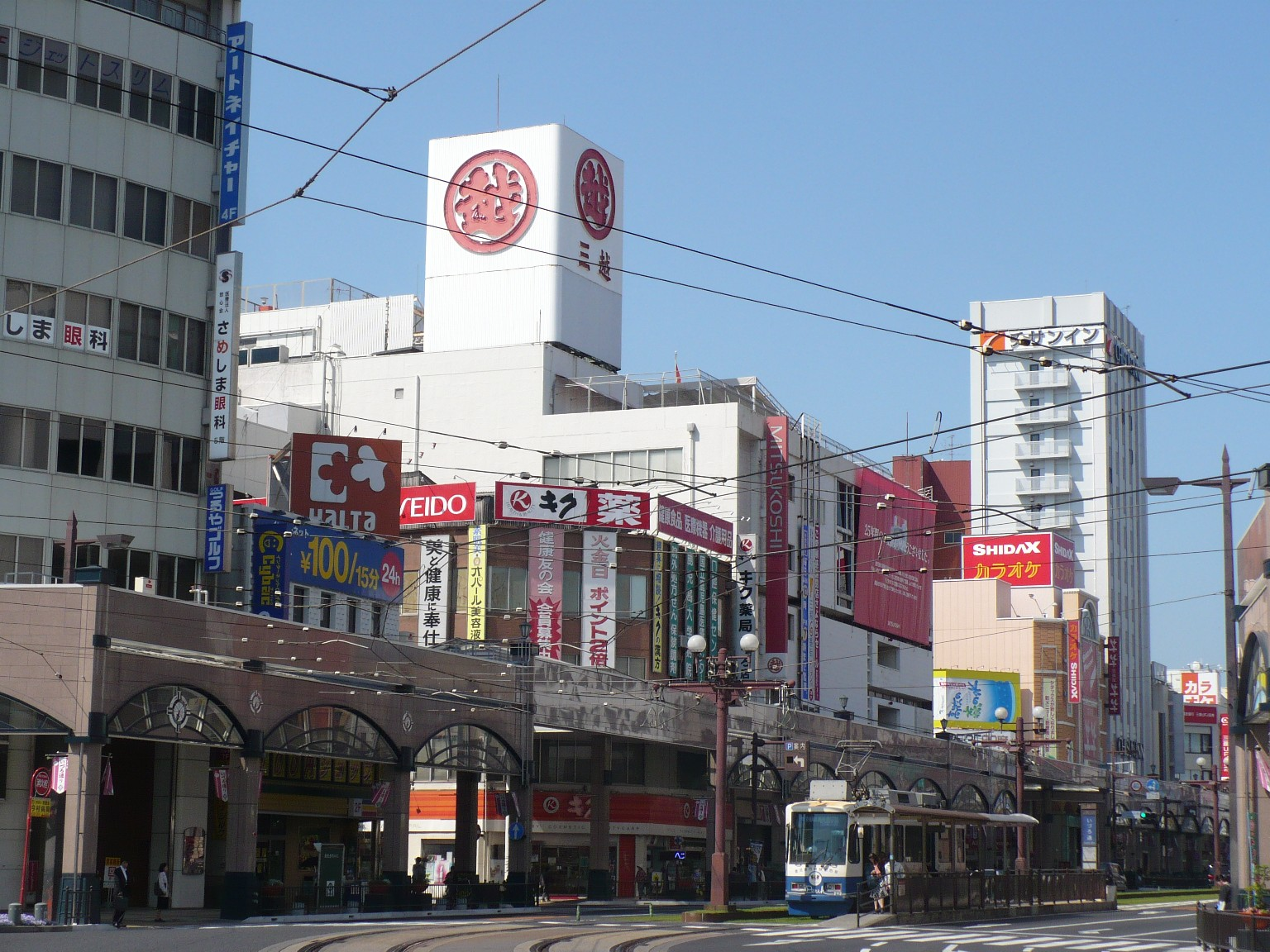
三越鹿児島店（1984年～2009年）

### 商業
1892年（明治25年）に丸屋がこの地に呉服商として創業した。丸屋は1961年（昭和36年）に丸屋デパートとなり、1984年（昭和59年）には三越と業務提携及び資本提携を行い、三越鹿児島店となった。その後アミュプラザ鹿児島やイオン鹿児島ショッピングセンター（現・イオンモール鹿児島）の開店に伴って売り上げが減少し、2009年（平成21年）に三越鹿児島店が閉店した。その後三越鹿児島店の跡地に複合型商業施設「マルヤガーデンズ」が開業し、その他の商業施設とともに天文館復活への取り組みが進められている。

## 施設

### 商業
- マルヤガーデンズ[23]
  - ガーデンズシネマ（映画館）[24]
- 丸屋本社ビル
- キク本社ビル

## 小・中学校の学区
市立小・中学校の学区（校区）は以下の通りである。
| 町丁   | 番・番地 | 小学校               | 中学校               |
| ------ | -------- | -------------------- | -------------------- |
| 呉服町 | 全域     | 鹿児島市立名山小学校 | 鹿児島市立長田中学校 |

## 交通

### 道路
一般国道
- 国道225号

主要地方道
- 鹿児島県道21号鹿児島中央停車場線